# Clinton Spur
Der Clinton Spur ist ein Felssporn im westantarktischen Queen Elizabeth Land. Er ragt 2,5 km südöstlich des Neuburg Peak auf der Südseite des Dufek-Massivs in den Pensacola Mountains auf.
Der United States Geological Survey kartierte ihn anhand eigener Vermessungen und Luftaufnahmen der United States Navy aus den Jahren von 1956 bis 1966. Das Advisory Committee on Antarctic Names benannte ihn 1968 nach Leutnant Clinton R. Smith von der US Navy, Arzt auf der Ellsworth-Station im antarktischen Winter 1957.